# 聖獣学園
『聖獣学園』（せいじゅうがくえん 英題: Convent of the Sacred Beast 又は School of the Holy Beast）は、1974年2月16日公開の日本映画。91分。東映東京撮影所製作。多岐川裕美のデビュー作である。併映は渡瀬恒彦主演『学生(セイガク)やくざ』。　
修道院を舞台にしたエロティック・バイオレンス。多岐川裕美がヌードを披露する他、拷問シーンなど体当たりの演技を見せた。封切り当時は全くヒットせず、忘れ去られた映画であったが、多岐川が清純派イメージで人気を高めていた1980年頃、かつてヌードになっているとメディアに取り上げられ再公開されたことでも有名。

## あらすじ
多岐川魔矢は街で出会った行きずりのプレイボーイの青木健太と娑婆の最後の一夜を過ごした朝、セントクロア修道院に入る。そこは姦淫、殺傷、盗みを禁ずるなど73の戒律をもつが、18年前かつてそこの修道女で院長を約束されていた副院長の母篠原美智子の死に纏わる謎を探るためだ。修道院の厳しい戒律に嫌気が差した摩矢は青木健太達と接触し彼らに副院長を犯させ裸に薔薇の枝縛りの刑を受けるが、嫌疑不十分で拘束を解かれる。その修道院で魔矢は母を知る年老いた使用人の女性に、母が院長による責めで苦しんで首を括った折に自分が産み落ち、助けられた事を知る。さらに院長から父は滝沼司祭だと知らされ愕然とする。司祭は影で何人もの修道女に手を付け、身籠った者は戒律違反者として修道女らの拷問の果に殺されていたのだ。原爆の長崎、アウシュビッツにも現れなかった神を怨み裏切りながら待ち続ける滝沼司祭と、学生時代から篠原美智子の才能に嫉妬し続け遂に葬る事で満たされた院長。知り過ぎた彼女を追放出来ず躊躇う院長に司祭は魔矢殺害の命を下す。失敗し落命した院長の後を受け、すでにローマから戒律回復目的のため院長補佐に派遣されたナタリーに聖ミサの夜を待ち毒殺されかけるが辛くも逃れる。落命した彼女に成り済まし復讐のため司祭に抱かれるが全ての真相を知った彼には摩矢が罰を下した神の到来に見えていた。十字架の剣で彼は刺し貫かれ倒れるが、背後には母らしい見知らぬ女性の幽霊が立ち、絶命した彼のはだけた肌には長崎原爆の火傷の痕が深く遺っていた。

## 製作

### 劇画原作について
1972年6月に当時の岡田茂東映社長が、多角経営を進めるべく、映画会社で初めて事業部制を敷き、映像関連の事業や映像とは全く関係のないサラ金や、パチンコ屋、進学塾、葬儀屋、ラーメン店など、社員に色々やらせた。岡田自身が新規事業として一番意欲を燃やしたのが出版事業で、1973年2月に創刊した『テレビランド』に次いで、同年5月に岡田と徳間書店社長・徳間康快とで企画したのが成人向け劇画雑誌『コミック&コミック』（『別冊アサヒ芸能・コミック&コミック』）であった。岡田と徳間が構想したのが、映画監督と劇画家を組ませた映画作品を映画化するというメディアミックスを先取りした野心的な企画で、創刊号に掲載された主要8作品のうち、3作品が東映の監督原作によるものだった(中島貞夫はフリー)。東映は1960年代以降、岡田の指揮下で、エロと暴力を前面に押し出した"不良性感度路線"を突き進み、特異なエネルギーを放っていたが、当時最も熱気があった劇画と東映映画の二つのサブカルチャーを強引に結びつける力業で創刊された『コミック&コミック』は読者にも歓迎され二十数万部を記録した。1972年8月より梶芽衣子主演・伊藤俊也監督で篠原とおる作の劇画「女囚さそりシリーズ」が成功したことで、劇画を新しい映画の原作供給源と理解していた。
創刊号の工藤栄一原作『刺客(てろ)』（作画：藤生豪）、中島貞夫原作『ラブ』（作画：上村一夫）、石井輝男原作『猟(あさる)』（作画：キシもとのり）に続いて、1973年8月8日発行の第5号から連載されたのが鈴木原作による『聖獣学園』（作画：沢田竜治）で（深作欣二・長田紀生原作、作画：小山春夫による『女狼』は1974年5月29日号から）、同誌編集部から鈴木への注文は「不良女子高生もので必ず映画化可能のエロとバイオレンス満載で」という依頼であった。鈴木は1972年から1973年に『恐怖女子高校シリーズ』を手掛けていて二番煎じでは知恵がないと、スタッフとの雑談の際に出た"修道院、神に仕える清純なシスター"というアイデアを元に、1961年のポーランド映画『尼僧ヨアンナ』などからインスピレーションを得て同作の原作を書いた。劇画というメディアは当時、若者たちの間で急速なブームとして受け入れられていた。映画化は決定事項で、監督は岡田の指名で鈴木に決まった。プロデューサーの高村賢治は高円寺東映（高円寺エトアール劇場）の子息で、この後鈴木と『トラック野郎シリーズ』を手掛ける。

### 多岐川のスカウト
ヒロイン・多岐川魔矢役をオーデションで探すがイメージに合う新人が現れず。天尾完次東映プロデューサーが都内を3カ月の間歩き回った。スケジュールがギリギリのとき、高村からの情報で東京駅近くでアルバイトをしている女子大生の美しい娘がいると聞いて会いに行き交渉。天尾が新宿の喫茶店でスカウト。以降、連日東映のスタッフが自宅に連日訪れて口説き、根負けして出演を承諾した。学芸会すらやったことがないと渋るが岡田茂東映社長と対面させ合格、正式に主役デビューが決定した。岡田社長の所見は「佐久間良子のデビューの頃によく似ている。大いに期待できる新人なり」であった。芸名は同作の役名・「多岐川魔矢」の多岐川と、鈴木が偶然開いた女性週刊誌の中にあった懸賞の一等入選者の名を見て、その運を貰うことを思いつき、合わせて多岐川裕美とした。多岐川は当時山脇学園短期大学在学中であったが、東映入社で大学は中退している。

### 撮影
有名な多岐川の薔薇の棘の鎖で繋がれたヌードシーンは、封切時にキービジュアルとして使われ、撮影初日に撮られた。「覚悟はできています」と話していたが、いきなり衣装をひん剥かれ、「屈辱的だわ」と涙を流したが、東映もポルノを製作して長いため、東映のスタッフも「今時珍しい女優だ」と逆に評判を集めた。『報知新聞』1974年2月8日付に「多岐川が2カ月ぶりの休暇を取った」という記事が載るため、撮影は1972年12月上旬から1974年2月上旬にかけて行われたものと見られる。1974年1月7日に多岐川がプライベートで交通事故に遭い、数日撮影が中断した。撮影終了後多岐川は「創造性があるから女優業は少し楽しくなってきた。将来どうなるか分からないけどとにかくやってみる。でも落ち目になったらやめるつもりです」などと話した。多岐川にはすぐにフジテレビの水曜ドラマシリーズ『みちくさ』出演のオファーがあった。

## 宣伝
デビュー作にも関わらず、製作中から多くのマスメディアに多岐川の美貌が取り上げられたため、キャッチコピーにも「幻妖イメージの華麗な開花！多岐川裕美デビュー」などと多岐川を押し出したプロモーションが行われた。

## 興行成績
1974年2月16日、渡瀬恒彦主演『学生(セイガク)やくざ』との二本立てで公開された。『学生やくざ』の方がA面であったが宣伝はフィフティフィフティであった。「東映ポルノ路線」は1973年頃から営業成績が急落してはいたが『聖獣学園』は「想像できないほどの不入り」だった。これを見た岡田社長は「ストリップ映画は所詮キワモノだよ!」と宣言し「東映ポルノ路線」撤退の切っ掛けとなった（実際はこの後も細々と製作は続く）。公開前からシリーズ化が決まっていたが、この煽りでシリーズ化は中止された。不入りで丸の内東映、渋谷東映、新宿東映など東映の主力館では、一週間後の1974年2月23日からこの2本に旧作『昭和残侠伝 破れ傘』を加えた三本立て。歌舞伎町東映と亀有東映では『新網走番外地 吹雪の大脱走』を加えた三本立てと、大半が劇場によって異なる旧作を加えた三本立てに変更になった。 

## 評価
多岐川のヌードがあまりにも有名であるが、作品自体も欧米でカルトムービー化しているといわれる。日本におけるナンスプロイテーション映画の古典と評されている。

1980年5月24日、石井聰亙監督の『狂い咲きサンダーロード』が全国公開された際、同作がニュープリントでリバイバル同時上映され興行成績は健闘したといわれる。

## 逸話
監督の鈴木則文は1973年11月、東映京都撮影所から東京撮影所に転じて最初の作品であったが、封切り時の大惨敗で岡田社長からの指示で、ヒット作を作るまでは東京撮影所に残れと命じられる。しかし翌1974年、岡田社長の企画『緋牡丹博徒』のカラテ版『女必殺拳』を製作（脚本を共作）。同作は志穂美悦子主演で4本シリーズ化されたが、これは吹き替えなしの"女性アクションシリーズ"としては日本では元祖であり、また今日まで唯一となっている。1975年からは『トラック野郎』シリーズで大いに当てる。

主演の多岐川裕美は本作以降、脱ぐことを拒否し東映作品を敬遠した。1976年放送されたNHK大河ドラマ『風と雲と虹と』で主役の加藤剛が演じる平将門の恋人・小督役を演じて以降テレビを主とし、1970年代後半に清純派スターとして売れっ子になったが、本作でヌードになっていることが当時のメディアに報じられ、また所属事務所移籍問題などが出て世間を騒がせた。

## スタッフ
- 原作・監督・脚本：鈴木則文
- 漫画：沢田竜治「別冊アサヒ芸能・コミック&コミック（徳間書店）」
- 企画：高村賢治
- 脚本：掛札昌裕
- 撮影：清水政夫
- 音楽：八木正生

## キャスト
- 多岐川魔矢：多岐川裕美
- 石田松子：山内えみこ
- 青木健太：谷隼人
- 北野久子：渡辺やよい
- 中上ミカ：大谷アヤ
- 渡辺洋子：城恵美
- 丘珠枝：田島晴美
- 中川道代：石田なおみ
- 玉木季子：美和じゅん子
- 水城良子：大堀早苗
- 村越清江：村松美枝子
- 冬木めぐみ：謝秀客
- 小島紀久：竹村清女
- 高波美恵：早乙女りえ
- 上坂冬江：谷本小代子
- 小笠原綾：森秋子
- 菅野さち：山本緑
- ナタリー・グリーン：衣麻遼子
- ジャネット：マリー・アントワネット
- 北野恵子：木村弓美
- 天野君子：木挽輝香
- 太田淳子：鈴木サチ
- 篠原美智子：根岸京子
- 松村定子：三原葉子
- 村川神父：山田甲一
- 田中：田中小実昌
- 政美：小林千枝
- みどり：章文栄
- 亀田辰平：太古八郎
- 柿沼信之：渡辺文雄